# Casas de Don Antonio
Casas de Don Antonio település Spanyolországban, Cáceres tartományban. Casas de Don Antonio Cáceres, Alcuéscar, Aldea del Cano, Albalá, Torrequemada, Torremocha, Carmonita és Montánchez községekkel határos. Lakosainak száma 177 fő (2024).

## Népesség
A település népessége az elmúlt években az alábbi módon változott:
| Lakosok száma | 233  | 216  | 218  | 213  | 213  | 192  | 198  | 174  | 178  | 177  |
|               | 2001 | 2004 | 2006 | 2009 | 2011 | 2014 | 2016 | 2019 | 2021 | 2024 |